# Pimijärvi
Pimijärvi är en sjö i Borgå stad i Finland.   Den ligger i landskapet Nyland, i den södra delen av landet, 50 km nordost om huvudstaden Helsingfors. Pimijärvi ligger 36,6 meter över havet. I omgivningarna runt Pimijärvi växer i huvudsak blandskog. Arean är 24,9 hektar och strandlinjen är 2,29 kilometer lång. Sjön  ingår i Borgå å huvudavrinningsområde. 